# Limnichus turkestanicus
Limnichus turkestanicus är en skalbaggsart som beskrevs av Maurice Pic 1905. Limnichus turkestanicus ingår i släktet Limnichus och familjen lerstrandbaggar. Inga underarter finns listade i Catalogue of Life.